# Layton kyōju to kaijin god
Il professor Layton e la divinità fantasma (レイトン 教授 と 怪人 ゴッド?, Reiton kyōju to kaijin goddo), un romanzo giallo di Satoshi Yanagihara, è il secondo libro della serie ispirata ai videogiochi del Professor Layton e fa seguito a Il professor Layton e il castello errante dello stesso autore. Uscito solo in Giappone, non è stata ancora prevista la sua pubblicazione in altri Paesi.

## Trama
A Londra si è registrata una serie di furti di opere d'arte, fra le quali sette dipinti. L'area interessata dai furti coincide con i luoghi di avvistamento di una Divinità fantasma, un essere apparentemente sovrumano che scompare nel cielo notturno ogni volta che si accorge di esser visto. Layton, Luke e Emmy sono stati chiamati dall'ispettore Grosky di Scotland Yard per indagare su questa misteriosa divinità.

## Personaggi principali
- Professor Hershel Layton
- Luke Triton
- Emmy Altava
- Clamp Grosky
- Clowly
- Dirk Soze
- Lester
- Rambert
- Divinità fantasma